# Giro di Romandia 2017
Il Giro di Romandia 2017, settantunesima edizione della corsa, valevole come diciannovesima prova dell'UCI World Tour 2017 categoria 2.UWT, si svolse in cinque tappe dal 25 al 30 aprile 2017 precedute da un cronoprologo, su un percorso di 682,98 km, con partenza da Aigle e arrivo a Losanna, in Svizzera. La vittoria fu appannaggio dell'australiano Richie Porte, che completò il percorso in 17h16'00" precedendo il britannico Simon Yates e lo sloveno Primož Roglič.
Al traguardo di Losanna 131 ciclisti, dei 152 partiti da Aigle, portarono a termine la competizione.

## Tappe
| Tappa  | Data      | Percorso                              | km     | Vincitore di tappa | Leader cl. generale |
| ------ | --------- | ------------------------------------- | ------ | ------------------ | ------------------- |
| Pr.    | 25 aprile | Aigle (cron. individuale)             | 4,8    | Fabio Felline      | Fabio Felline       |
| 1ª     | 26 aprile | Aigle > Champéry                      | 173,3  | Michael Albasini   | Fabio Felline       |
| 2ª     | 27 aprile | Aigle > Bulle                         | 136,5  | Stefan Küng        | Fabio Felline       |
| 3ª     | 28 aprile | Payerne > Payerne                     | 187    | Elia Viviani       | Fabio Felline       |
| 4ª     | 29 aprile | Domdidier > Leysin                    | 163,5  | Simon Yates        | Simon Yates         |
| 5ª     | 30 aprile | Losanna > Losanna (cron. individuale) | 17,88  | Primož Roglič      | Richie Porte        |
| Totale | Totale    | Totale                                | 682,98 |                    |                     |

## Squadre e corridori partecipanti
| N.    | Cod. | Squadra             |
| ----- | ---- | ------------------- |
| 1-8   | MOV  | Movistar Team       |
| 11-18 | QST  | Quick-Step Floors   |
| 21-28 | BMC  | BMC Racing Team     |
| 31-38 | ORS  | Orica-Scott         |
| 41-48 | SKY  | Team Sky            |
| 51-58 | TFS  | Trek-Segafredo      |
| 61-68 | BOH  | Bora-Hansgrohe      |
| 71-78 | SUN  | Team Sunweb         |
| 81-88 | CDT  | Cannondale-Drapac   |
| 91-98 | TLJ  | Team Lotto NL-Jumbo |

| N.      | Cod. | Squadra              |
| ------- | ---- | -------------------- |
| 101-108 | KAT  | Team Katusha Alpecin |
| 111-118 | LTS  | Lotto Soudal         |
| 121-128 | TBM  | Bahrain-Merida       |
| 131-138 | ALM  | AG2R La Mondiale     |
| 141-148 | FDJ  | FDJ                  |
| 151-158 | UAD  | UAE Team Emirates    |
| 161-168 | AST  | Astana Pro Team      |
| 171-178 | DDD  | Team Dimension Data  |
| 181-188 | WGG  | Wanty-Groupe Gobert  |

## Dettagli delle tappe

### Prologo
- 25 aprile: Aigle – Cronometro individuale – 4,8 km

Risultati
| Pos. | Corridore       | Squadra  | Tempo |
| ---- | --------------- | -------- | ----- |
| 1    | Fabio Felline   | Trek     | 5'57" |
| 2    | Alex Dowsett    | Movistar | a 2"  |
| 3    | Alex. Edmondson | Orica    | a 7"  |

| Pos. | Corridore       | Squadra  | Tempo |
| ---- | --------------- | -------- | ----- |
| 1    | Fabio Felline   | Trek     | 5'57" |
| 2    | Alex Dowsett    | Movistar | a 2"  |
| 3    | Alex. Edmondson | Orica    | a 7"  |

### 1ª tappa
- 26 aprile: Aigle > Champéry – 173,3 km

Risultati
| Pos. | Corridore        | Squadra  | Tempo    |
| ---- | ---------------- | -------- | -------- |
| 1    | Michael Albasini | Orica    | 4h33'10" |
| 2    | Diego Ulissi     | UAE      | s.t.     |
| 3    | Jesús Herrada    | Movistar | s.t.     |

| Pos. | Corridore       | Squadra    | Tempo    |
| ---- | --------------- | ---------- | -------- |
| 1    | Fabio Felline   | Trek       | 4h39'07" |
| 2    | Max. Schachmann | Quick-Step | a 8"     |
| 3    | Jesús Herrada   | Movistar   | s.t.     |

### 2ª tappa
- 27 aprile: Aigle > Bulle – 136,5 km[2]

Risultati
| Pos. | Corridore       | Squadra      | Tempo    |
| ---- | --------------- | ------------ | -------- |
| 1    | Stefan Küng     | BMC          | 3h33'15" |
| 2    | Andrij Hrivko   | Astana       | s.t.     |
| 3    | Sonny Colbrelli | Bahrain-Mer. | a 20"    |

| Pos. | Corridore       | Squadra    | Tempo    |
| ---- | --------------- | ---------- | -------- |
| 1    | Fabio Felline   | Trek       | 8h12'42" |
| 2    | Max. Schachmann | Quick-Step | a 8"     |
| 3    | Jesús Herrada   | Movistar   | s.t.     |

### 3ª tappa
- 28 aprile: Payerne > Payerne – 187 km

Risultati
| Pos. | Corridore       | Squadra      | Tempo    |
| ---- | --------------- | ------------ | -------- |
| 1    | Elia Viviani    | Sky          | 4h27'42" |
| 2    | Sonny Colbrelli | Bahrain-Mer. | s.t.     |
| 3    | M. Schwarzmann  | Bora         | s.t.     |

| Pos. | Corridore       | Squadra    | Tempo     |
| ---- | --------------- | ---------- | --------- |
| 1    | Fabio Felline   | Trek       | 12h40'24" |
| 2    | Max. Schachmann | Quick-Step | a 8"      |
| 3    | Jesús Herrada   | Movistar   | s.t.      |

### 4ª tappa
- 29 aprile: Domdidier > Leysin – 163,5 km

Risultati
| Pos. | Corridore        | Squadra | Tempo    |
| ---- | ---------------- | ------- | -------- |
| 1    | Simon Yates      | Orica   | 4h10'03" |
| 2    | Richie Porte     | BMC     | s.t.     |
| 3    | Emanuel Buchmann | Bora    | a 30"    |

| Pos. | Corridore        | Squadra | Tempo     |
| ---- | ---------------- | ------- | --------- |
| 1    | Simon Yates      | Orica   | 16h50'35" |
| 2    | Richie Porte     | BMC     | a 19"     |
| 3    | Emanuel Buchmann | Bora    | a 38"     |

### 5ª tappa
- 30 aprile: Losanna > Losanna – Cronometro individuale – 17,88 km

Risultati
| Pos. | Corridore          | Squadra  | Tempo  |
| ---- | ------------------ | -------- | ------ |
| 1    | Primož Roglič      | Lotto NL | 24'58" |
| 2    | Richie Porte       | BMC      | a 8"   |
| 3    | Tejay van Garderen | BMC      | a 34"  |

| Pos. | Corridore     | Squadra  | Tempo     |
| ---- | ------------- | -------- | --------- |
| 1    | Richie Porte  | BMC      | 17h16'00" |
| 2    | Simon Yates   | Orica    | a 21"     |
| 3    | Primož Roglič | Lotto NL | a 26"     |

## Evoluzione delle classifiche
| Tappa              | Vincitore          | Classifica generale Maglia gialla | Classifica a punti Maglia verde | Classifica scalatori Maglia tricolore | Classifica giovani Maglia bianca | Classifica a squadre Numero giallo |
| ------------------ | ------------------ | --------------------------------- | ------------------------------- | ------------------------------------- | -------------------------------- | ---------------------------------- |
| Prol.              | Fabio Felline      | Fabio Felline                     | Fabio Felline                   | non assegnata                         | Alexander Edmondson              | Movistar Team                      |
| 1ª                 | Michael Albasini   | Fabio Felline                     | Fabio Felline                   | Simon Yates                           | Maximilian Schachmann            | Movistar Team                      |
| 2ª                 | Stefan Küng        | Fabio Felline                     | Stefan Küng                     | Sander Armée                          | Maximilian Schachmann            | Movistar Team                      |
| 3ª                 | Elia Viviani       | Fabio Felline                     | Stefan Küng                     | Sander Armée                          | Maximilian Schachmann            | Movistar Team                      |
| 4ª                 | Simon Yates        | Simon Yates                       | Stefan Küng                     | Sander Armée                          | Pierre Latour                    | Orica-Scott                        |
| 5ª                 | Primož Roglič      | Richie Porte                      | Stefan Küng                     | Sander Armée                          | Pierre Latour                    | Movistar Team                      |
| Classifiche finali | Classifiche finali | Richie Porte                      | Stefan Küng                     | Sander Armée                          | Pierre Latour                    | Movistar Team                      |

Maglie indossate da altri ciclisti in caso di due o più maglie vinte
- Nella 1ª tappa Alex Dowsett ha indossato la maglia verde al posto di Fabio Felline.
- Nella 2ª tappa Michael Albasini ha indossato la maglia verde al posto di Fabio Felline.

## Classifiche finali

### Classifica generale - Maglia gialla
| Pos. | Corridore          | Squadra      | Tempo     |
| ---- | ------------------ | ------------ | --------- |
| 1    | Richie Porte       | BMC          | 17h16'00" |
| 2    | Simon Yates        | Orica        | a 21"     |
| 3    | Primož Roglič      | Lotto NL     | a 26"     |
| 4    | Fabio Felline      | Trek         | a 51"     |
| 5    | Jon Izagirre       | Bahrain-Mer. | a 1'03"   |
| 6    | Tejay van Garderen | BMC          | a 1'16"   |
| 7    | Wilco Kelderman    | Sunweb       | a 1'21"   |
| 8    | Bob Jungels        | Quick-Step   | a 1'22"   |
| 9    | Jesús Herrada      | Movistar     | s.t.      |
| 10   | Emanuel Buchmann   | Bora         | a 1'24"   |

### Classifica a punti - Maglia verde
| Pos. | Corridore           | Squadra  | Punti |
| ---- | ------------------- | -------- | ----- |
| 1    | Stefan Küng         | BMC      | 66    |
| 2    | Fabio Felline       | Trek     | 65    |
| 3    | Alexander Edmondson | Orica    | 58    |
| 4    | Primož Roglič       | Lotto NL | 51    |
| 5    | Richie Porte        | BMC      | 50    |

### Classifica scalatori - Maglia tricolore
| Pos. | Corridore     | Squadra    | Punti |
| ---- | ------------- | ---------- | ----- |
| 1    | Sander Armée  | Lotto      | 67    |
| 2    | Simon Yates   | Orica      | 50    |
| 3    | Mikaël Cherel | AG2R       | 22    |
| 4    | Simon Clarke  | Cannondale | 19    |
| 5    | Richie Porte  | BMC        | 16    |

### Classifica giovani - Maglia bianca
| Pos. | Corridore       | Squadra    | Tempo     |
| ---- | --------------- | ---------- | --------- |
| 1    | Pierre Latour   | AG2R       | 17h17'44" |
| 2    | Max. Schachmann | Quick-Step | a 14"     |
| 3    | Jack Haig       | Orica      | a 36"     |
| 4    | Richard Carapaz | Movistar   | a 1'32"   |
| 5    | David Gaudu     | FDJ        | a 1'34"   |

### Classifica a squadre
| Pos. | Squadra              | Tempo     |
| ---- | -------------------- | --------- |
| 1    | Movistar Team        | 51h51'49" |
| 2    | Orica-Scott          | a 5"      |
| 3    | Quick-Step Floors    | a 1'13"   |
| 4    | BMC Racing Team      | a 1'53"   |
| 5    | Team Katusha Alpecin | a 2'59"   |